# Riu Gaià
Riu Gaià este o arie protejată (arie specială de conservare — SAC, sit de importanță comunitară — SCI, arie de protecție specială avifaunistică — SPA) din Spania întinsă pe o suprafață de 2.990,23 ha, integral pe uscat.

## Localizare
Centrul sitului Riu Gaià este situat la coordonatele 41°13′34″N 1°20′52″E / 41.2261°N 1.3478°E.

## Înființare
Situl Riu Gaià a fost declarat sit de importanță comunitară în septembrie 2006 pentru a proteja 56 de specii de animale. Alte tipuri de protecție:
- arie de protecție specială avifaunistică (în septembrie 2006)[2]
- arie specială de conservare (în noiembrie 2014)[1][3][4]

## Biodiversitate
Situată în ecoregiunea mediteraneană, aria protejată conține 7 habitate naturale: Pseudostepă cu ierburi și specii anuale de Thero-Brachypodietea, Pajiști umede mediteraneene cu ierburi înalte de Molinio-Holoschoenion, Păduri de pin mediteraneene cu pini mezogeni endemici, Galerii de Salix alba și de Populus alba, Tufărișuri termo-mediteraneene și de pre-deșert, Galerii și tufărișuri riverane sudice (Nerio-Tamaricetea și Securinegion tinctoriae), Păduri de Quercus ilex și Quercus rotundifolia.
La baza desemnării sitului se află mai multe specii protejate:
- păsări (43): uliu porumbar (Accipiter gentilis gentilis), lăcar mare (Acrocephalus arundinaceus), rață mare (Anas platyrhynchos), fâsă-de-câmp (Anthus campestris), Aquila fasciata, buha (Bubo bubo), șorecarul comun (Buteo buteo), ciocârlie-cu-degete-scurte (Calandrella brachydactyla), caprimulg (Caprimulgus europaeus), Caprimulgus ruficollis, Certhia brachydactyla,  prundaș gulerat mic (Charadrius dubius), șerpar (Circaetus gallicus), erete vânăt (Circus cyaneus), porumbel de scorbură (Columba oenas), porumbel gulerat (Columba palumbus), presură de grădină (Emberiza hortulana), șoim de iarnă (Falco columbarius), șoim călător (Falco peregrinus), vânturel roșu (Falco tinnunculus), cinteză (Fringilla coelebs), lișiță (Fulica atra), ciocârlan (Galerida cristata), Galerida theklae, becațină comună (Gallinago gallinago), găinușă de baltă (Gallinula chloropus), capîntortură (Jynx torquilla), Lanius meridionalis, pescăruș râzător (Larus ridibundus), ciocârlie de pădure (Lullula arborea), prigoare (Merops apiaster), muscar sur (Muscicapa striata), ciuf-pitic (Otus scops), pițigoi de brădet (Periparus ater), Phalacrocorax carbo sinensis, ploier auriu (Pluvialis apricaria), mărăcinar negru (Saxicola torquatus), turturică (Streptopelia turtur), silvie roșcată (Sylvia cantillans), silvie de tufiș (Sylvia undata), corcodel mic (Tachybaptus ruficollis), pănțărușul (Troglodytes troglodytes), pupăză (Upupa epops)
- mamifere (8): liliac cu aripi lungi (Miniopterus schreibersii), liliac cu urechi de șoarece (Myotis blythii), liliac cu picioare lungi (Myotis capaccinii), liliac cărămiziu (Myotis emarginatus), liliac comun (Myotis myotis), liliacul mediteranean cu potcoavă (Rhinolophus euryale), liliacul mare cu potcoavă (Rhinolophus ferrumequinum), liliacul mic cu potcoavă (Rhinolophus hipposideros)
- nevertebrate (3): croitorul mare al stejarului (Cerambyx cerdo), Coenagrion mercuriale, fluturele auriu (Euphydryas aurinia)
- reptile (2): țestoasa de baltă (Emys orbicularis), Mauremys leprosa

Pe lângă speciile protejate, pe teritoriul sitului au mai fost identificate 5 specii de amfibieni, 9 specii de mamifere, 1 specie de pești, 1 specie de reptile.